# Raúl Guerrón
Raúl Fernando Guerrón Méndez (Ambuquí, Imbabura, 1976. október 12. – ) ecuadori válogatott labdarúgó.

## Pályafutása

### Klubcsapatban
Pályafutása nagy részében a Deportivo Quito csapatában játszott. Két időszakban volt a klub tagja, először 1994 és 1997, majd 1999 és 2004 között. 1998-ban az Universidad Católica játékosa volt. 2005-ben rövid ideig a Barcelona SC csapatát erősítette. 2006 és 2008 között ismét az Universidad Católica együttesében játszott. 

### A válogatottban
2000 és 2004 között 34 alkalommal szerepelt az ecuadori válogatottban. Részt vett a 2001-es Copa Américán, a 2002-es CONCACAF-aranykupán és a 2002-es világbajnokságon, ahol mindhárom csoportmérkőzésen kezdőként lépett pályára.